# Jojo Macari
Jojo Macari (Londres, 30 de diciembre de 1996) es un actor y músico británico, ha aparecido en las series de televisión Sex Education, Harlots y Masters of the Air.

## Primeros años
Macari trabajaba en la tienda de guitarras de su padre en Soho, Londres. Su primera experiencia teatral fue en la producción del Jermyn Street Theatre de A Level Playing Field. Abandonó sus estudios de bachillerato para interpretar ese papel, pero le ofrecieron una plaza aplazada para estudiar interpretación musical en el Rose Bruford College de Sidcup. Aceptó un papel en el musical Desperate Measures, una adaptación de la obra de Shakespeare Measure to Measure.

## Carrera
Macari tuvo su primer papel importante como actor en la serie de BBC One Hard Sun. Se unió al reparto de la miniserie de Netflix Sex Education en las series dos y tres como Kyle. Apareció como el príncipe Enrique en la tercera temporada de Harlots. Apareció como Mogwan en dos episodios del drama fantástico de Netflix Cursed. Interpretó a Billy en la serie de Netflix  Los Irregulares. La producción de Los Irregulares se vio interrumpida por la pandemia de COVID-19, durante el rodaje Macari golpeó accidentalmente en la cara a su compañero actor Alex Ferns, pero Macari describió a Ferns, a pesar de la severidad de algunos de sus papeles, como "en realidad un tipo encantador".
En 2023 participó en la epopeya de gladiadores de Roland Emmerich Those About to Die. Macari apareció en la serie de Apple TV+, Masters of the Air en 2024.

## Filmografía
| Not yet released | Denota obras que aun no han sido publicadas. |

| Año       | Título             | Rol                | Notas        |
| --------- | ------------------ | ------------------ | ------------ |
| 2018      | Hard Sun           | Daniel             | 6 episodes   |
| 2018      | Endeavour          | Queach             | 1 episode    |
| 2019      | London Kills       | Alfie              | 1 episode    |
| 2019-2021 | Sex Education      | Kyle               | 7 episodes   |
| 2019      | Harlots            | Prince Henry       | 5 episodes   |
| 2020      | Misbehaviour       | Dave               | Feature film |
| 2020      | Cursed             | Mogwan             | 2 episodes   |
| 2021      | Los Irregulares    | Billy              | 8 episodes   |
| 2022      | Morbius            | Gabriel            | Feature film |
| 2024      | Masters of the Air | Capt. Oran Petrich | Miniseries   |
| 2024      | Those About to Die | Domiciano          | Series       |